# 瓦莱尔昂法涅
瓦莱尔昂法涅（法語：Wallers-en-Fagne）是法国北部-加来海峡大区诺尔省的一个市镇，属于埃尔普河畔阿韦讷区特雷隆县。该市镇2009年时的人口为286人。

## 人口
瓦莱尔昂法涅人口变化图示
| 数据来源：INSEE |